# Cotylegaleata perplexa
Cotylegaleata perplexa är en hjuldjursart som beskrevs av De Smet 2007. Cotylegaleata perplexa ingår i släktet Cotylegaleata och familjen Cotylegaleatidae. Inga underarter finns listade i Catalogue of Life.